# José Maurício Nunes García
José Maurício Nunes García (Río de Janeiro, 22 de septiembre de 1767-Ib., 18 de abril de 1830) fue un sacerdote católico y compositor brasileño de música erudita que vivió la transición entre el Brasil Colonial y el Imperio de Brasil. Es considerado uno de los mayores compositores de América de su tiempo.

## Biografía
Nunes García era hijo de Apolinário Nunes García, blanco, y Victória María de la Cruz, hija de esclavos. Bien pronto develó talento para la música, habiendo compuesto su primera obra en 1783, a los 16 años. Había aprendido música con Salvador José de Almeida Haría, músico minero.
En 1792 fue ordenado sacerdote y, en 1798, fue nombrado maestro de capilla de la sede episcopal de la Catedral de Río de Janeiro, que en esa época funcionaba en la Iglesia de la Irmandade del Rosario y San Benedito. Como maestro de capilla, José Maurício Nunes García componía nuevas obras y dirigía los músicos y cantantes en las ceremonias de la sede episcopal, además de ejecutar como organista.
En 1808, la llegada de los miembros de la Casa Real de Portugal a Río de Janeiro cambió el panorama artístico de la ciudad. El Príncipe-Regente futuro Juan VI, gran admirador de la música, lo nombró maestro de la Capilla Real, recién creada siguiendo el modelo de la que existía en la corte lisboeta y formada por músicos locales y europeos. La Capilla Real funcionaba en la Iglesia de Nossa Senhora do Monte do Carmo, que pasó a ser también la catedral de Río desde entonces.
El periodo entre 1808 y 1811 fue el más produtivo de Nunes García, durante el que compuso cerca de setenta obras. En 1809, João VI lo condecoró con el Hábito de la Orden de Cristo, señal de la gran estima que tenía por el músico. No escapó, sin embargo, del prejuicio de algunos miembros de la corte, que se referían a su color de piel como un "defecto visible". 
En 1811 llegó a la corte Marcos Portugal, el compositor portugués más célebre de su tiempo, que había presentado sus obras por toda la Europa de entonces. La fama del recién llegado llevó a Juan VI a poner a Marcos Portugal al frente de la Capilla Real, sustituyendo a Nunes García. El brasileño continuó, sin embargo, siendo apoyado por el gobierno para componer esporádicamente nuevas obras con destino a la Capilla Real.
En 1816 dirigió, en la Iglesia de la Ordem Terceira do Carmo de Río, un Réquiem, de su autoría, en homenaje a la reina portuguesa María I, muerta ese año. En 1816 llegó a la corte el compositor austríaco Sigismund Neukomm, que estableció una gran amistad con el brasileño. Más tarde Nunes García dirigió los estrenos brasileños del Réquiem de Mozart (1819) y La Creación de Haydn (1821).
El empobrecimento de la vida cultural después del retorno de João VI a Portugal, y la crisis financiera tras la Independencia de Brasil (1822) causaron una disminución de la actividad de Nunes García, agravada por las malas condiciones de salud del compositor. En 1826 compuso su última obra, la Missa de Santa Cecília, para la hermandad del mismo nombre. Murió el 18 de abril de 1830. A pesar de ser sacerdote, tuvo cinco hijos, de los cuales reconoció uno.

## Obras
José Maurício compuso cerca de 26 misas, cuatro misas de Réquiem, Responsorios, Maitines, Vísperas, un Miserere, un Stabat Mater, un Te Deum, Himnos, modinhas y pequeñas piezas profanas.

### Principales obras
- Música dramática: Le Due gemelle; Coro para o entremês (1808); O Triunfo da América (1809); Ulisséia (1809).
- Música orquestal: Sinfonía fúnebre (1790); Sinfonía tempestade.
- Modinhas: Beijo a mão que me condena; No momento da partida.
- Música instrumental: Doze divertimentos (1817).
- Música sacra: Tota pulchra es Maria (1783); Ecce sacerdos (1798); Bendito e louvado seja (1814 e 1815); Christus factus est (1798?); Miserere para Quarta-feira de trevas (1798); Libera me (1799); Missa de Réquiem (1799); Ofício de defuntos (1799); Judas mercator (1809); Matinas da ressureição (1809?); Missa de Requiem (1809); Missa de Réquiem (1816); Missa de Santa Cecília (1826).